# بوريتش

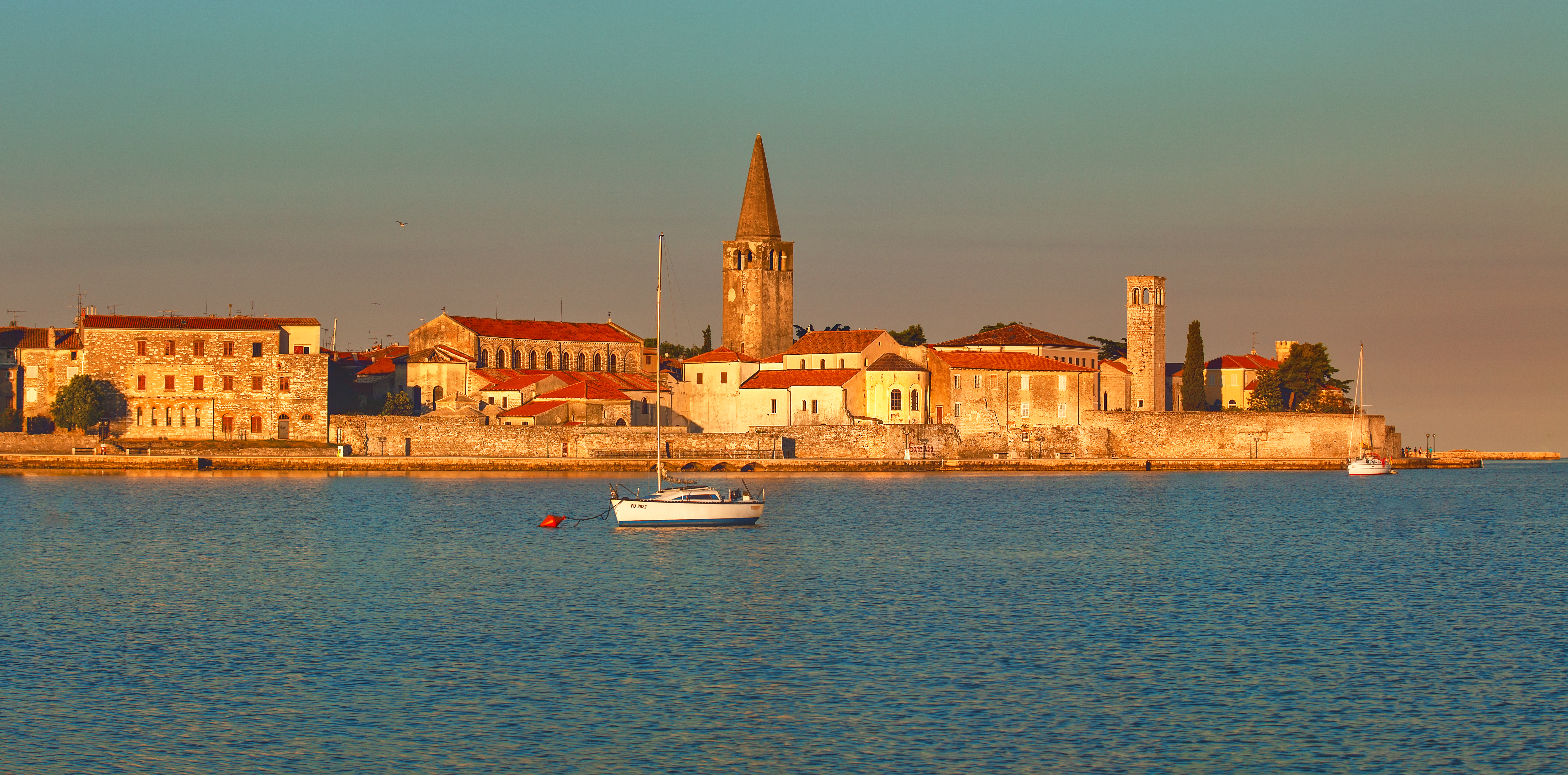
بانوراما بوريتش - بارينزو عند الفجر.

بوريتش هي بلدة تقع في الساحل الغربي لشبه جزيرة إستريا في مقاطعة إستريا،كرواتيا.

## معرض صور

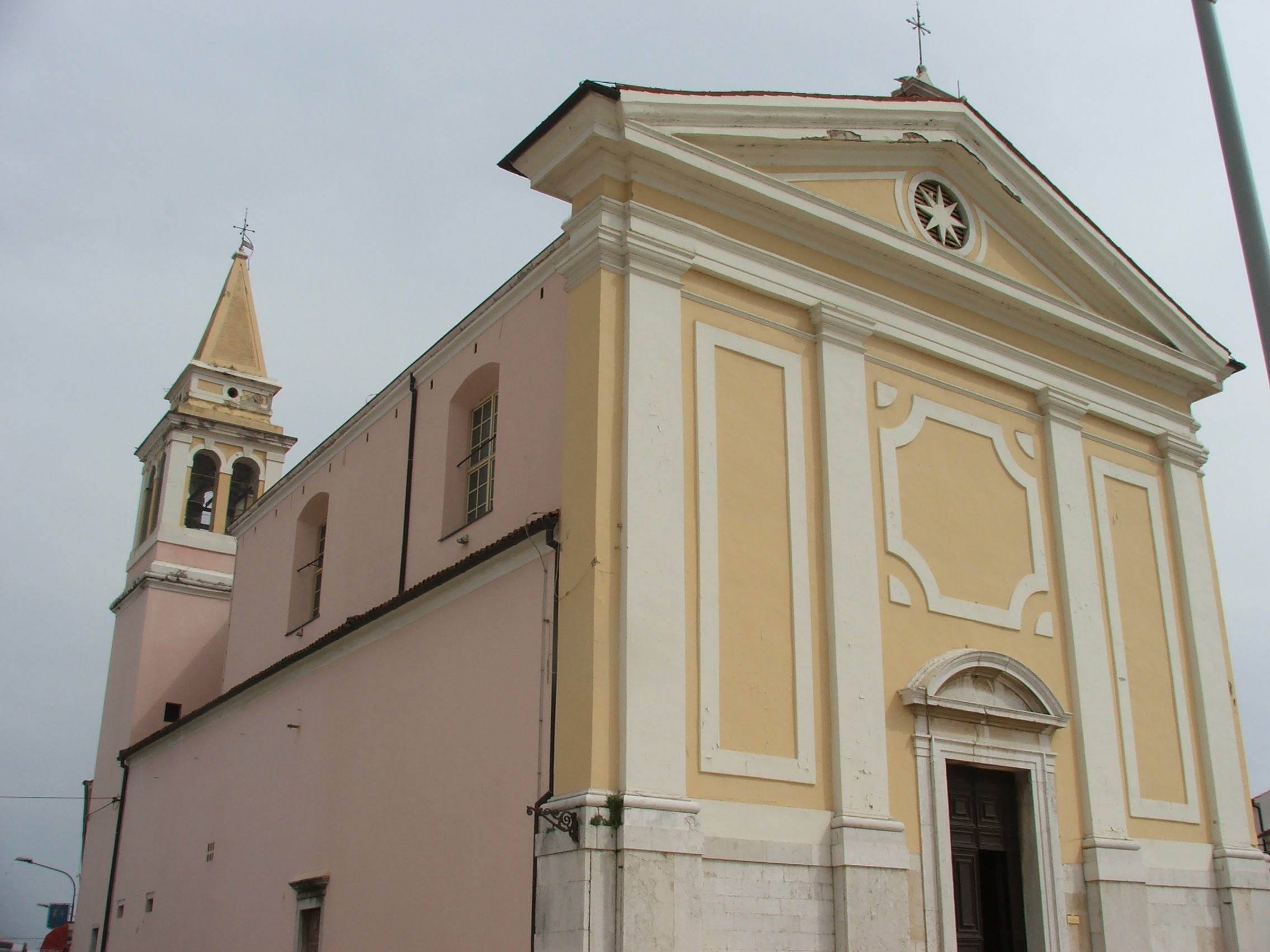
كنيسة البلدة
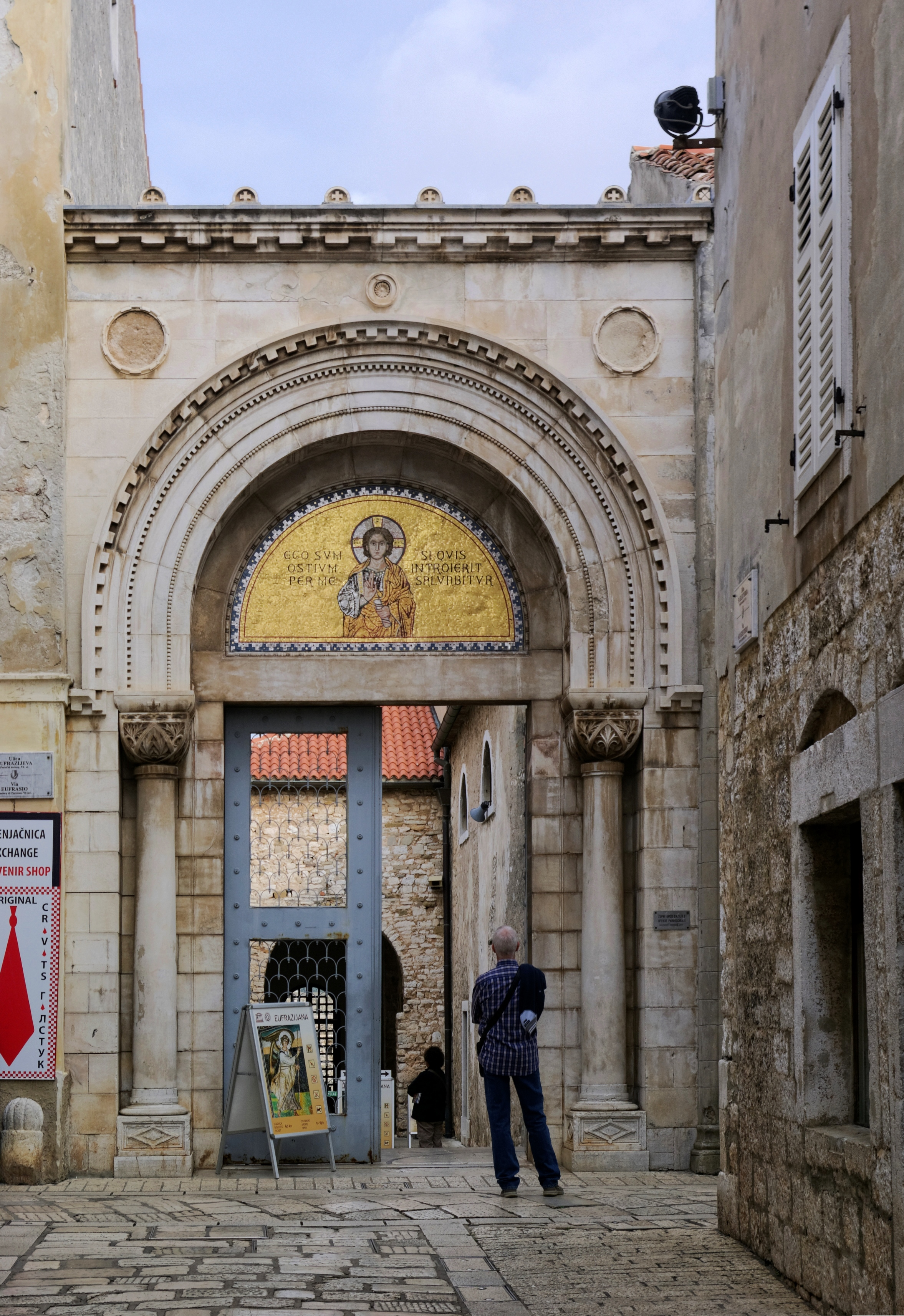
بوريتش -كرواتيا
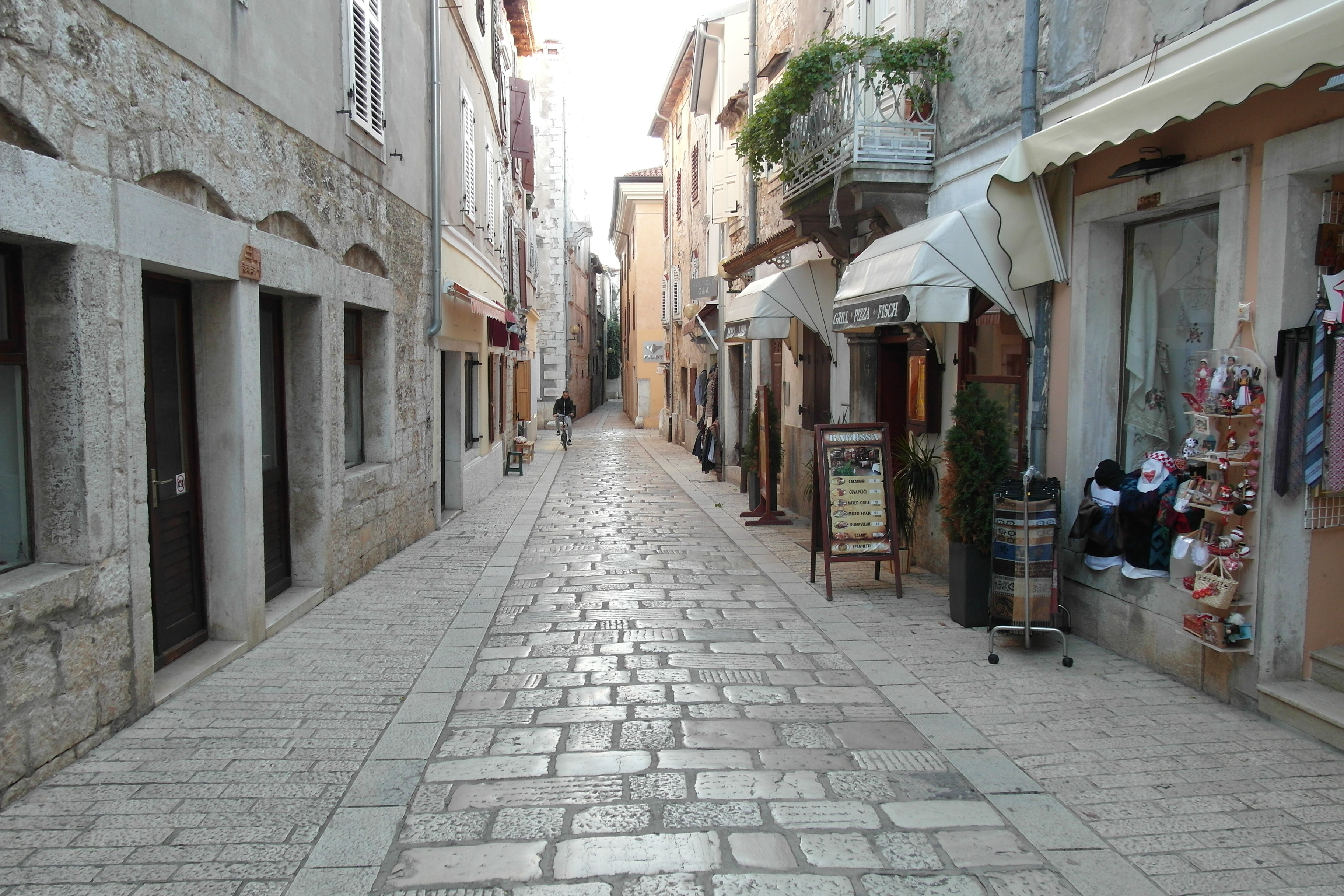
شارع _بوريتش
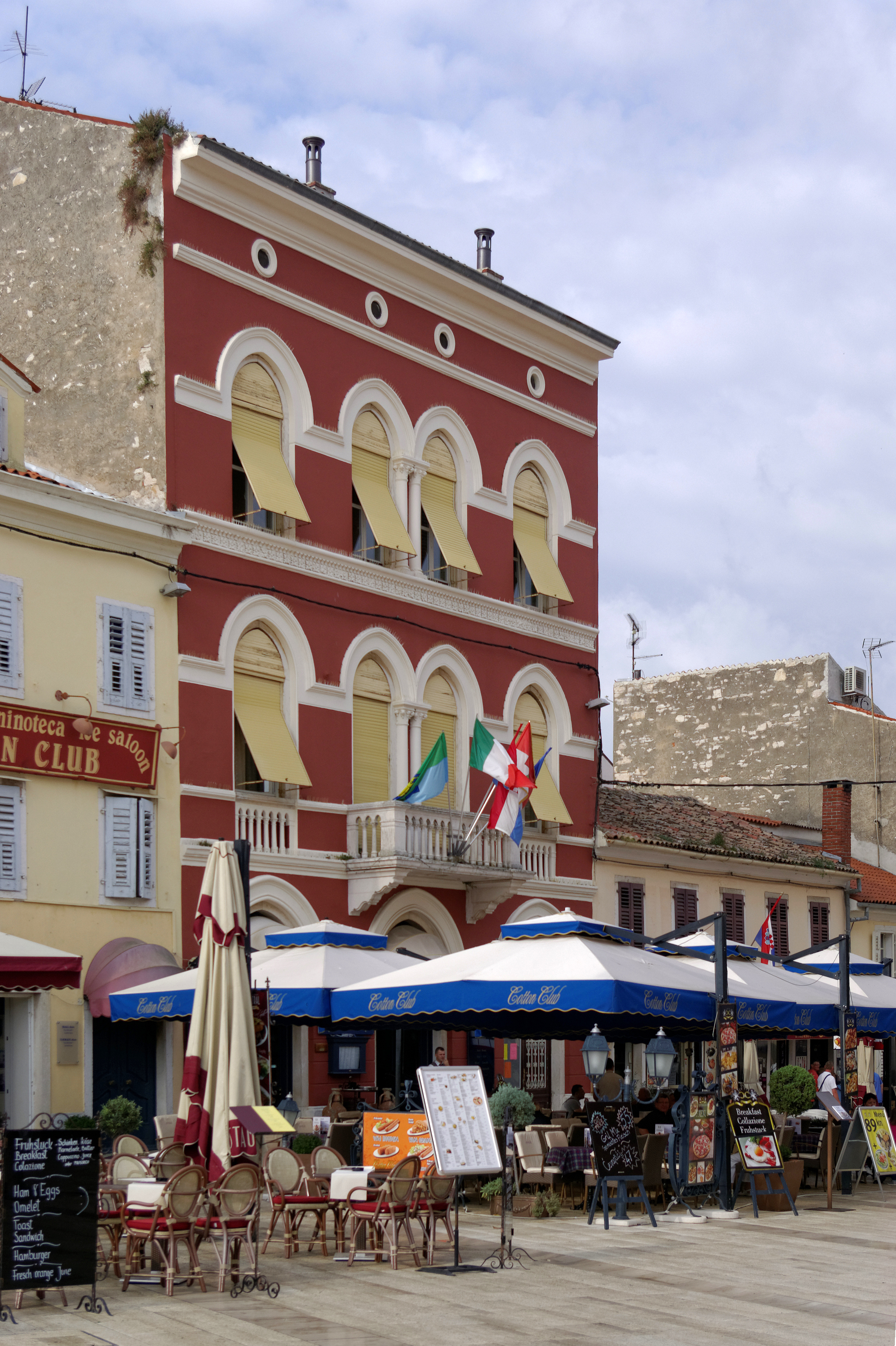
كرواتيا
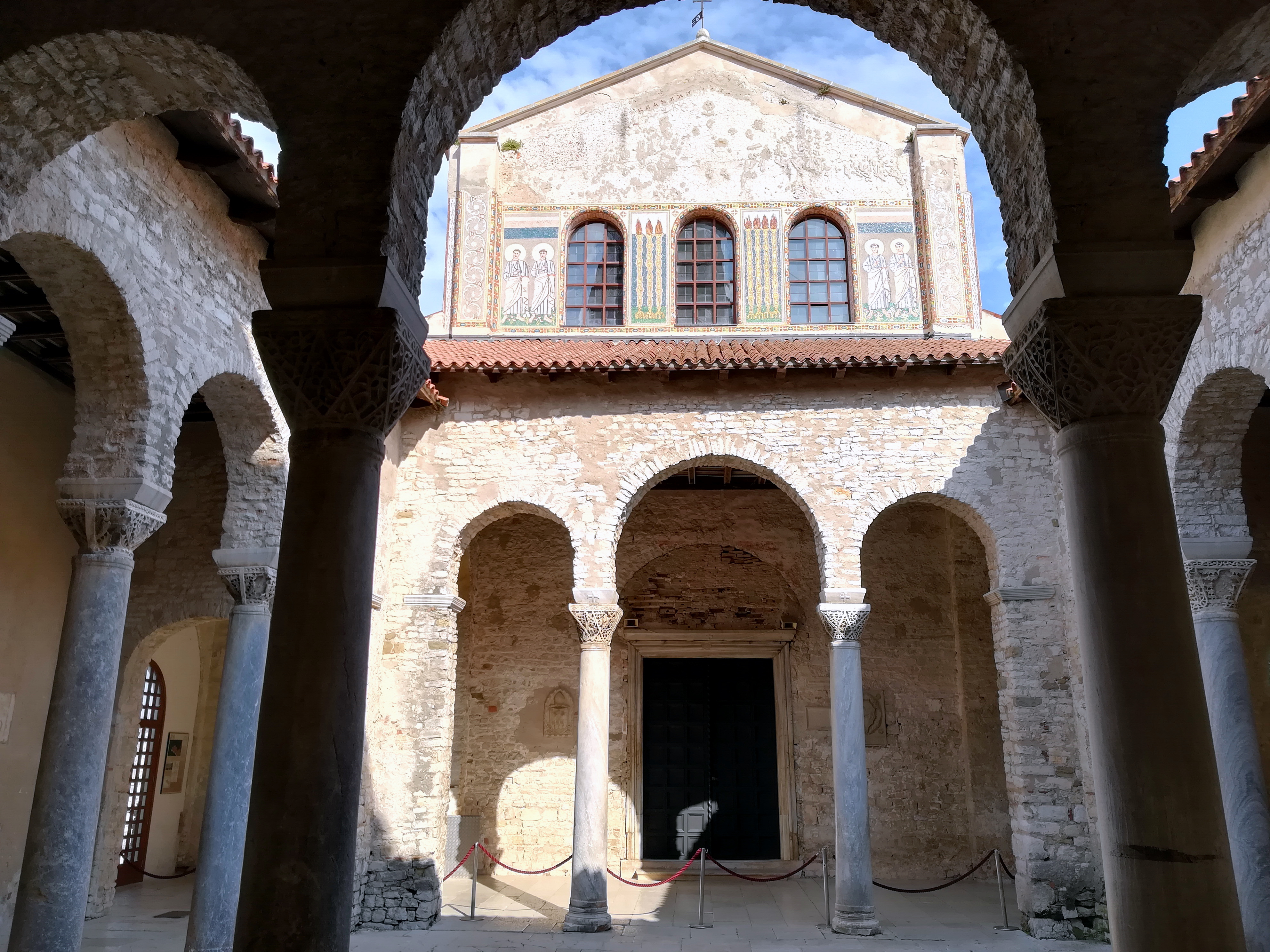
مبنى أثري_بوريتش